# Pożywka Levine’a
Pożywka Levine’a, podłoże Levine’a, podłoże EMB – rodzaj podłoża wybiórczo-różnicującego.
Czynnikami wybiórczymi są eozyna Y oraz błękit metylowy (pełni również rolę indykatora pH). Czynnikami różnicującymi są laktoza i sacharoza.
Drobnoustroje fermentujące laktozę i sacharozę tworzą na tym podłożu kolonie zabarwione na kolor fioletowy. Bakterie nie fermentujące laktozy lub fermentujące ją z opóźnieniem tworzą kolonie przejrzyste lub nieco opalizujące.